# John Astin
John Allen Astin (ur. 30 marca 1930 w Baltimore) – amerykański aktor filmowy, teatralny i telewizyjny. Swoją popularność osiągnął dzięki roli patriarchy rodu Gomeza Addamsa w serialu Rodzina Addamsów (The Addams Family, 1964–66).

## Życiorys
Urodził się w Baltimore, w stanie Maryland jako syn Margaret Linnie (z domu Mackenzie) i doktora Allena Varleya Astina, który był dyrektorem National Bureau of Standards (obecnie National Institute of Standards and Technology). Studiował matematykę na Washington and Jefferson College. W 1952 ukończył studia na wydziale dramatu Uniwersytetu Johnsa Hopkinsa. Studiował na Uniwersytecie Minnesoty jednocześnie poświęcił się aktorstwu, grał małe role teatralne i filmowe.
Występował na Broadwayu w spektaklu George’a Bernarda Shawa Major Barbara. W 1960 pojawił się jako Joe Lambert w jednym z odcinków serialu ABC Maverick. Zwrócił na siebie uwagę mniejszą rolą w West Side Story (1961) z Natalie Wood. Powszechnie stał się znany z roli Gomeza Addamsa w sitcomie ABC Rodzina Addamsów (1964–66). Występował gościnnie w serialach – Gunsmoke (1967), Bonanza (1969) i Statek miłości (1978), a także w komediach – Zwariowany piątek (Freaky Friday, 1976) i W krzywym zwierciadle: Europejskie wakacje (European Vacation, 1985).

## Życie prywatne
26 marca 1956 poślubił Suzanne Hahn, z którą miał trzech synów: Allena (ur. 23 marca 1961), Toma (ur. 19 marca 1965) i Davida. 14 czerwca 1972 rozwiedli się. 5 sierpnia 1972 ożenił się z aktorką Patty Duke, z którą miał dwóch synów: Seana Patricka (ur. 25 lutego 1971) i Mackenziego Alexandra (ur. 12 maja 1973). 3 listopada 1985 doszło do rozwodu. 19 marca 1989 poślubił Valerie Ann Sandobal.

## Filmografia

### Filmy
- 1961: West Side Story jako Glad Hand
- 1963: Posuń się kochanie jako Clyde Prokey
- 1963: Candy jako Tato / wujek Jack
- 1976: Zwariowany piątek jako Bill Andrews
- 1985: W krzywym zwierciadle: Europejskie wakacje jako Kent Winkdale
- 1987: Trzaskające się ciała jako Scotty, sprzedawca samochodów
- 1988: Powrót zabójczych pomidorów jako profesor Mortimer Gangreen
- 1990: Gremliny 2 jako Janitor
- 1990: Powrót nieustraszonych zabójców pomidorów jako profesor Mortimer Gangreen
- 1991: Krwiożercze pomidory atakują Francję jako profesor Mortimer Gangreen
- 1994: Milczenie baranów jako Ranger
- 1996: Przerażacze jako sędzia
- 2004: What the Bleep Do We Know!? jako dr Quantum (głos)

### Seriale TV
- 1964–66: Rodzina Addamsów (The Addams Family) jako Gomez Addams
- 1967: Batman jako Człowiek-Zagadka
- 1967: Gunsmoke jako Henry Haggen
- 1969: Bonanza jako Abner Willoughby
- 1978: Statek miłości jako Dave, pustelnik
- 1984: Napisała: Morderstwo jako Ross Hayley
- 1985: Riptide jako Baxter Bernard
- 1985: Napisała: Morderstwo jako Harry Pierce
- 1987-88: Webster jako wujek Charles
- 1990: Potworne pomidory jako dr Putrid T. Gangreen
- 1991: Eerie, Indiana jako Radford
- 1991: Taz-Mania jako Bull Gator
- 1991: Detektyw w sutannie jako menadżer Gun Club
- 1991: Opowieści z krypty jako Nelson Halliwell
- 1992-93: Rodzina Addamsów (serial animowany) jako Gomez Addams (głos)
- 1993: Przygody Brisco County Juniora jako profesor Wickwire
- 1994: Szmergiel (serial animowany) jako Mole (głos)
- 1994: Prawo Burke’a jako gość
- 1994: Szaleję za tobą – w roli samego siebie
- 1994-95: Krok za krokiem jako George Humphries
- 1994-97: Duckman jako Terry Duke Tetzloff
- 1995: Napisała: Morderstwo jako Fritz Randall
- 1996: Pomoc domowa jako chirurg plastyczny
- 1997: Johnny Bravo jako naukowiec / ślepiec (głos)
- 1997: Pinky i Mózg jako Grover Whalen (głos)
- 1998-99: Nowe przygody rodziny Addamsów jako Grampapa Addams
- 1998-99: Byle do przerwy jako Supt. Skinner
- 1999: Kolorowy dom jako gość
- 1999: Dzika rodzinka (serial animowany) jako Bangaboo (głos)
- 1999: Byle do przerwy jako sędzia
- 2000: Jak pan może, panie doktorze? jako Richard Wilson
- 2001: Słowami Ginger jako Dave Bishop
- 2004: Opowieści z Kręciołkowa jako Święty Mikołaj (głos)
- 2017: Justice League Action jako wujek Marvel (głos)